# Associazione Calcio Udinese 1949-1950
Questa voce raccoglie le informazioni riguardanti l'Associazione Calcio Udinese nelle competizioni ufficiali della stagione 1949-1950.

## Rosa
| N. |                   | Ruolo | Calciatore           |
| -- | ----------------- | ----- | -------------------- |
|    | Italia (bandiera) | D     | Marino Bergamasco    |
|    | Italia (bandiera) | P     | Marco Brandolin      |
|    | Italia (bandiera) | C     | Giovanni Civili      |
|    | Italia (bandiera) | A     | Silvano Dalle Vacche |
|    | Italia (bandiera) | A     | Stelio Darin         |
|    | Italia (bandiera) | A     | Giuseppe Farina      |
|    | Italia (bandiera) | D     | Severino Feruglio    |
|    | Italia (bandiera) | A     | Athos Miniati        |
|    | Italia (bandiera) | C     | Erminio Marussi      |

| N. |                    | Ruolo | Calciatore            |
| -- | ------------------ | ----- | --------------------- |
|    | Italia (bandiera)  | D     | Elio Martinis         |
|    | Italia (bandiera)  | A     | Giovanni Perissinotto |
|    | Italia (bandiera)  | A     | Emo Roffi             |
|    | Italia (bandiera)  | A     | Armando Rosso         |
|    | Irlanda (bandiera) | A     | Paddy Sloan           |
|    | Italia (bandiera)  | C     | Cirano Snidero        |
|    | Italia (bandiera)  | P     | Luciano Taddio        |
|    | Italia (bandiera)  | D     | Oscar Vicich          |
|    | Italia (bandiera)  | D     | Bruno Zorzi           |

## Risultati

### Campionato

#### Girone di andata
| 11 settembre 1949 1ª giornata | Reggiana | 0 – 4 | Udinese |  |

| 18 settembre 1949 2ª giornata | SPAL | 1 – 1 | Udinese |  |

| 25 settembre 1949 3ª giornata | Udinese | 3 – 1 | Siracusa |  |

| 2 ottobre 1949 4ª giornata | Udinese | 3 – 2 | Napoli |  |

| 9 ottobre 1949 5ª giornata | Brescia | 3 – 1 | Udinese |  |

| 16 ottobre 1949 6ª giornata | Udinese | 1 – 0 | Prato |  |

| 23 ottobre 1949 7ª giornata | Empoli | 1 – 3 | Udinese |  |

| 30 ottobre 1949 8ª giornata | Udinese | 3 – 0 | Livorno |  |

| 6 novembre 1949 9ª giornata | Verona | 0 – 1 | Udinese |  |

| 13 novembre 1949 10ª giornata | Udinese | 1 – 0 | Vicenza |  |

| 20 novembre 1949 11ª giornata | Modena | 3 – 1 | Udinese |  |

| 27 novembre 1949 12ª giornata | Udinese | 2 – 2 | Alessandria |  |

| 4 dicembre 1949 13ª giornata | Fanfulla | 1 – 5 | Udinese |  |

| 30 settembre 1951 14ª giornata | Udinese | 0 – 0 | Spezia |  |

| 11 dicembre 1949 15ª giornata | Pro Sesto | 0 – 2 | Udinese |  |

| 18 dicembre 1949 16ª giornata | Udinese | 0 – 0 | Pisa |  |

| 20 ottobre 1968 17ª giornata | Catania | 1 – 1 | Udinese |  |

| 1º gennaio 1950 18ª giornata | Arsenaltaranto | 0 – 3 | Udinese |  |

| 8 gennaio 1950 19ª giornata | Udinese | 4 – 2 | Salernitana |  |

| 15 gennaio 1950 20ª giornata | Cremonese | 2 – 1 | Udinese |  |

| 22 gennaio 1950 21ª giornata | Udinese | 1 – 0 | Legnano |  |

#### Girone di ritorno
| 29 gennaio 1950 22ª giornata | Udinese | 3 – 0 | Reggiana |  |

| 5 febbraio 1950 23ª giornata | Udinese | 4 – 2 | SPAL |  |

| 12 febbraio 1950 24ª giornata | Siracusa | 2 – 1 | Udinese |  |

| 19 febbraio 1950 25ª giornata | Napoli | 1 – 0 | Udinese |  |

| 26 febbraio 1950 26ª giornata | Udinese | 1 – 0 | Brescia |  |

| 12 marzo 1950 27ª giornata | Prato | 1 – 1 | Udinese |  |

| 19 marzo 1950 28ª giornata | Udinese | 4 – 0 | Empoli |  |

| 26 marzo 1950 29ª giornata | Livorno | 0 – 1 | Udinese |  |

| 2 aprile 1950 30ª giornata | Udinese | 4 – 0 | Verona |  |

| 9 aprile 1950 31ª giornata | Vicenza | 2 – 2 | Udinese |  |

| 16 aprile 1950 32ª giornata | Udinese | 1 – 0 | Modena |  |

| 23 aprile 1950 33ª giornata | Alessandria | 1 – 2 | Udinese |  |

| 30 aprile 1950 34ª giornata | Udinese | 1 – 0 | Fanfulla |  |

| 7 maggio 1950 35ª giornata | Spezia | 2 – 0 | Udinese |  |

| 14 maggio 1950 36ª giornata | Udinese | 5 – 0 | Pro Sesto |  |

| 21 maggio 1950 37ª giornata | Pisa | 0 – 0 | Udinese |  |

| 28 maggio 1950 38ª giornata | Udinese | 2 – 0 | Catania |  |

| 4 giugno 1950 39ª giornata | Udinese | 2 – 1 | Arsenaltaranto |  |

| 11 giugno 1950 40ª giornata | Salernitana | 2 – 1 | Udinese |  |

| 18 giugno 1950 41ª giornata | Udinese | 1 – 0 | Cremonese |  |

| 25 giugno 1950 42ª giornata | Legnano | 6 – 1 | Udinese |  |

## Statistiche

### Statistiche di squadra
| Competizione | Punti | In casa | In casa | In casa | In casa | In casa | In casa | In trasferta | In trasferta | In trasferta | In trasferta | In trasferta | In trasferta | Totale | Totale | Totale | Totale | Totale | Totale | DR  |
| Competizione | Punti | G       | V       | N       | P       | Gf      | Gs      | G            | V            | N            | P            | Gf           | Gs           | G      | V      | N      | P      | Gf     | Gs     | DR  |
| ------------ | ----- | ------- | ------- | ------- | ------- | ------- | ------- | ------------ | ------------ | ------------ | ------------ | ------------ | ------------ | ------ | ------ | ------ | ------ | ------ | ------ | --- |
| Serie B      | 60    | 21      | 18      | 3       | 0       | 46      | 10      | 21           | 8            | 5            | 8            | 32           | 29           | 42     | 26     | 8      | 8      | 78     | 39     | +39 |

### Statistiche dei giocatori
| Giocatore       | Serie B  | Serie B |
| Giocatore       | Presenze | Reti    |
| --------------- | -------- | ------- |
| M. Bergamasco   | 32       | 2       |
| M. Brandolin    | 41       | -37     |
| G. Civili       | 17       | 2       |
| S. Dalle Vacche | 31       | 8       |
| S. Darin        | 40       | 19      |
| G. Farina       | 23       | 4       |
| S. Feruglio     | 34       | 0       |
| A. Miniati      | 30       | 6       |
| E. Marussi      | 11       | 2       |
| E. Martinis     | 10       | 0       |
| G. Perissinotto | 31       | 7       |
| E. Roffi        | 26       | 6       |
| A. Rosso        | 5        | 2       |
| P. Sloan        | 23       | 6       |
| C. Snidero      | 29       | 1       |
| L. Taddio       | 1        | -2      |
| O. Vicich       | 40       | 0       |
| B. Zorzi        | 38       | 12      |